# Rugby 7 en los Juegos de la Mancomunidad de 2002
El torneo masculino de rugby 7 en los Juegos de la Mancomunidad de 2002, fue la segunda vez que se hizo presente el rugby en los juegos.
Se disputó en el Estadio Ciudad de Mánchester de Mánchester, Inglaterra.

## Desarrollo

### Grupo A
| Pos. | Equipo        | Encuentros | Encuentros | Encuentros | Encuentros | Tantos  | Tantos    | Tantos     | Puntos |
| Pos. | Equipo        | jugados    | ganados    | empatados  | perdidos   | a favor | en contra | diferencia | Puntos |
| ---- | ------------- | ---------- | ---------- | ---------- | ---------- | ------- | --------- | ---------- | ------ |
| 1    | Nueva Zelanda | 3          | 3          | 0          | 0          | 120     | 19        | +121       | 9      |
| 2    | Canadá        | 3          | 2          | 0          | 1          | 45      | 33        | +12        | 7      |
| 3    | Escocia       | 3          | 1          | 0          | 2          | 66      | 38        | +28        | 5      |
| 4    | Niue          | 3          | 0          | 0          | 3          | 10      | 151       | −141       | 3      |

### Grupo B
| Pos. | Equipo    | Encuentros | Encuentros | Encuentros | Encuentros | Tantos  | Tantos    | Tantos     | Puntos |
| Pos. | Equipo    | jugados    | ganados    | empatados  | perdidos   | a favor | en contra | diferencia | Puntos |
| ---- | --------- | ---------- | ---------- | ---------- | ---------- | ------- | --------- | ---------- | ------ |
| 1    | Sudáfrica | 3          | 3          | 0          | 0          | 127     | 24        | +103       | 9      |
| 2    | Gales     | 3          | 2          | 0          | 1          | 98      | 36        | +62        | 7      |
| 3    | Tonga     | 3          | 1          | 0          | 2          | 69      | 69        | 0          | 5      |
| 4    | Sri Lanka | 3          | 0          | 0          | 3          | 19      | 79        | −60        | 3      |

### Grupo C
| Pos. | Equipo     | Encuentros | Encuentros | Encuentros | Encuentros | Tantos  | Tantos    | Tantos     | Puntos |
| Pos. | Equipo     | jugados    | ganados    | empatados  | perdidos   | a favor | en contra | diferencia | Puntos |
| ---- | ---------- | ---------- | ---------- | ---------- | ---------- | ------- | --------- | ---------- | ------ |
| 1    | Inglaterra | 3          | 3          | 0          | 0          | 76      | 31        | +45        | 9      |
| 2    | Samoa      | 3          | 1          | 0          | 2          | 70      | 52        | +18        | 5      |
| 3    | Kenia      | 3          | 1          | 0          | 2          | 52      | 67        | -15        | 5      |
| 4    | Islas Cook | 3          | 1          | 0          | 2          | 31      | 79        | −48        | 5      |

### Grupo D
| Pos. | Equipo            | Encuentros | Encuentros | Encuentros | Encuentros | Tantos  | Tantos    | Tantos     | Puntos |
| Pos. | Equipo            | jugados    | ganados    | empatados  | perdidos   | a favor | en contra | diferencia | Puntos |
| ---- | ----------------- | ---------- | ---------- | ---------- | ---------- | ------- | --------- | ---------- | ------ |
| 1    | Australia         | 3          | 3          | 0          | 0          | 133     | 12        | +121       | 9      |
| 2    | Fiyi              | 3          | 2          | 0          | 1          | 160     | 19        | +141       | 7      |
| 3    | Malasia           | 3          | 1          | 0          | 2          | 45      | 135       | -90        | 5      |
| 4    | Trinidad y Tobago | 3          | 0          | 0          | 3          | 7       | 179       | −172       | 3      |

### Etapa eliminatoria

#### Bowl (9° puesto)
|  | Cuartos de final  | Cuartos de final  | Cuartos de final |            |         | Semifinales | Semifinales | Semifinales |  |         | Final Bowl | Final Bowl | Final Bowl |  |
|  |                   |                   |                  |            |         |             |             |             |  |         |            |            |            |  |
|  |                   |                   |                  |            |         |             |             |             |  |         |            |            |            |  |
|  | Escocia           | Escocia           | 57               |            |         |             |             |             |  |         |            |            |            |  |
|  | Escocia           | Escocia           | 57               |            |         |             |             |             |  |         |            |            |            |  |
|  | Sri Lanka         | Sri Lanka         | 0                |            |         |             |             |             |  |         |            |            |            |  |
|  | Sri Lanka         | Sri Lanka         | 0                |            | Escocia | Escocia     | 26          |             |  |         |            |            |            |  |
|  |                   |                   |                  |            | Escocia | Escocia     | 26          |             |  |         |            |            |            |  |
|  |                   |                   | Islas Cook       | Islas Cook | 7       |             |             |             |  |         |            |            |            |  |
|  | Islas Cook        | Islas Cook        | Islas Cook       | Islas Cook | 7       | 52          |             |             |  |         |            |            |            |  |
|  | Islas Cook        | Islas Cook        |                  |            |         |             |             |             |  |         |            |            |            |  |
|  | Malasia           | Malasia           | 0                |            |         |             |             |             |  |         |            |            |            |  |
|  | Malasia           | Malasia           | 0                |            |         |             |             |             |  | Escocia | Escocia    | 40         |            |  |
|  |                   |                   |                  |            |         |             |             |             |  | Escocia | Escocia    | 40         |            |  |
|  |                   |                   | Tonga            | Tonga      | 26      |             |             |             |  |         |            |            |            |  |
|  | Kenia             | Kenia             | Tonga            | Tonga      | 26      | 40          |             |             |  |         |            |            |            |  |
|  | Kenia             | Kenia             |                  |            |         |             |             |             |  |         |            |            |            |  |
|  | Trinidad y Tobago | Trinidad y Tobago | 0                |            |         |             |             |             |  |         |            |            |            |  |
|  | Trinidad y Tobago | Trinidad y Tobago | 0                |            | Tonga   | Tonga       | 41          |             |  |         |            |            |            |  |
|  |                   |                   |                  |            | Tonga   | Tonga       | 41          |             |  |         |            |            |            |  |
|  |                   |                   | Kenia            | Kenia      | 10      |             |             |             |  |         |            |            |            |  |
|  | Tonga             | Tonga             | Kenia            | Kenia      | 10      | 59          |             |             |  |         |            |            |            |  |
|  | Tonga             | Tonga             |                  |            |         |             |             |             |  |         |            |            |            |  |
|  | Niue              | Niue              | 5                |            |         |             |             |             |  |         |            |            |            |  |
|  | Niue              | Niue              | 5                |            |         |             |             |             |  |         |            |            |            |  |
|  |                   |                   |                  |            |         |             |             |             |  |         |            |            |            |  |

#### Copa de plata (5° puesto)
|  | Semifinal  | Semifinal  | Semifinal  |            |           | 5° puesto | 5° puesto | 5° puesto |  |
|  |            |            |            |            |           |           |           |           |  |
|  |            |            |            |            |           |           |           |           |  |
|  | Gales      | Gales      | 5          |            |           |           |           |           |  |
|  | Gales      | Gales      | 5          |            |           |           |           |           |  |
|  | Australia  | Australia  | 7          |            |           |           |           |           |  |
|  | Australia  | Australia  | 7          |            | Australia | Australia | 12        |           |  |
|  |            |            |            |            | Australia | Australia | 12        |           |  |
|  |            |            | Inglaterra | Inglaterra | 36        |           |           |           |  |
|  | Canadá     | Canadá     | Inglaterra | Inglaterra | 36        | 0         |           |           |  |
|  | Canadá     | Canadá     |            |            |           | 0         |           |           |  |
|  | Inglaterra | Inglaterra | 29         |            |           |           |           |           |  |
|  | Inglaterra | Inglaterra | 29         |            |           |           |           |           |  |
|  |            |            |            |            |           |           |           |           |  |

#### Medalla de oro
|  | Cuartos de final | Cuartos de final | Cuartos de final |           |               | Semifinales   | Semifinales | Semifinales |           |               | Copa          | Copa         | Copa |  |
|  |                  |                  |                  |           |               |               |             |             |           |               |               |              |      |  |
|  |                  |                  |                  |           |               |               |             |             |           |               |               |              |      |  |
|  | Nueva Zelanda    | Nueva Zelanda    | 24               |           |               |               |             |             |           |               |               |              |      |  |
|  | Nueva Zelanda    | Nueva Zelanda    | 24               |           |               |               |             |             |           |               |               |              |      |  |
|  | Gales            | Gales            | 0                |           |               |               |             |             |           |               |               |              |      |  |
|  | Gales            | Gales            | 0                |           | Nueva Zelanda | Nueva Zelanda | 31          |             |           |               |               |              |      |  |
|  |                  |                  |                  |           | Nueva Zelanda | Nueva Zelanda | 31          |             |           |               |               |              |      |  |
|  |                  |                  | Samoa            | Samoa     | 12            |               |             |             |           |               |               |              |      |  |
|  | Samoa            | Samoa            | Samoa            | Samoa     | 12            | 12            |             |             |           |               |               |              |      |  |
|  | Samoa            | Samoa            |                  |           |               |               |             |             |           |               |               |              |      |  |
|  | Australia        | Australia        | 10               |           |               |               |             |             |           |               |               |              |      |  |
|  | Australia        | Australia        | 10               |           |               |               |             |             |           | Nueva Zelanda | Nueva Zelanda | 33           |      |  |
|  |                  |                  |                  |           |               |               |             |             |           | Nueva Zelanda | Nueva Zelanda | 33           |      |  |
|  |                  |                  | Fiyi             | Fiyi      | 15            |               |             |             |           |               |               |              |      |  |
|  | Fiyi             | Fiyi             | Fiyi             | Fiyi      | 15            | 7             |             |             |           |               |               |              |      |  |
|  | Fiyi             | Fiyi             |                  |           |               |               |             |             |           |               |               |              |      |  |
|  | Inglaterra       | Inglaterra       | 5                |           |               |               |             |             |           |               |               |              |      |  |
|  | Inglaterra       | Inglaterra       | 5                |           | Fiyi          | Fiyi          | 17          |             |           | Tercer lugar  | Tercer lugar  | Tercer lugar |      |  |
|  |                  |                  |                  |           | Fiyi          | Fiyi          | 17          |             |           | Tercer lugar  | Tercer lugar  | Tercer lugar |      |  |
|  |                  |                  | Sudáfrica        | Sudáfrica | 7             |               |             |             |           |               |               |              |      |  |
|  | Sudáfrica        | Sudáfrica        | Sudáfrica        | Sudáfrica | 7             | 17            |             |             | Sudáfrica | Sudáfrica     | 19            |              |      |  |
|  | Sudáfrica        | Sudáfrica        |                  |           |               |               |             |             | Sudáfrica | Sudáfrica     | 19            |              |      |  |
|  | Canadá           | Canadá           | 12               |           |               |               |             |             |           |               | Samoa         | Samoa        | 12   |  |
|  | Canadá           | Canadá           | 12               |           |               |               |             |             |           |               | Samoa         | Samoa        | 12   |  |
|  |                  |                  |                  |           |               |               |             |             |           |               |               |              |      |  |

### Medallero
| Evento | Oro           | Plata | Bronce    |
| ------ | ------------- | ----- | --------- |
|        | Nueva Zelanda | Fiyi  | Sudáfrica |